# Szkandium-nitrát
A szkandium-nitrát egy ionvegyület, képlete  Sc(NO3)3. Oxidálószer, használják az  elektronikus kerámiáknál és a lézer iparban.

## Előállítása
Elő lehet állítani szkandium és dinitrogén-tetroxid reakciójával:
{\displaystyle \mathrm {Sc+3\ N_{2}O_{4}\longrightarrow Sc(NO_{3})_{3}+3\ NO} }
Az anhidrátját elő lehet állítani szkandium-klorid és dinitrogén-pentaoxid reakciójával. A tetrahidrátját elő lehet állítani szkandium-hidroxid és salétromsav reakciójával.

## Tulajdonságai
Oldódik a vízben és az etanolban. Di-, Tri- és Tetrahidrátja ismert. A Tetra- és a Trihidrátja kristályszerkezete monoklin.

## Fordítás
Ez a szócikk részben vagy egészben  a   Scandiumnitrat című német Wikipédia-szócikk fordításán alapul.  Az eredeti cikk szerkesztőit annak laptörténete sorolja fel. Ez a jelzés csupán a megfogalmazás eredetét és a szerzői jogokat jelzi, nem szolgál a cikkben szereplő információk forrásmegjelöléseként.
Ez a szócikk részben vagy egészben  a   Scandium nitrate című angol Wikipédia-szócikk ezen változatának fordításán alapul.  Az eredeti cikk szerkesztőit annak laptörténete sorolja fel. Ez a jelzés csupán a megfogalmazás eredetét és a szerzői jogokat jelzi, nem szolgál a cikkben szereplő információk forrásmegjelöléseként.